# 蔡庆威
蔡庆威（英語：Louis Chua Kheng Wee；1987年—），新加坡证券分析师、工人党籍政治人物、第14届国会议员，自2020年以来担任盛港集选区河谷区议员。

## 职业生涯

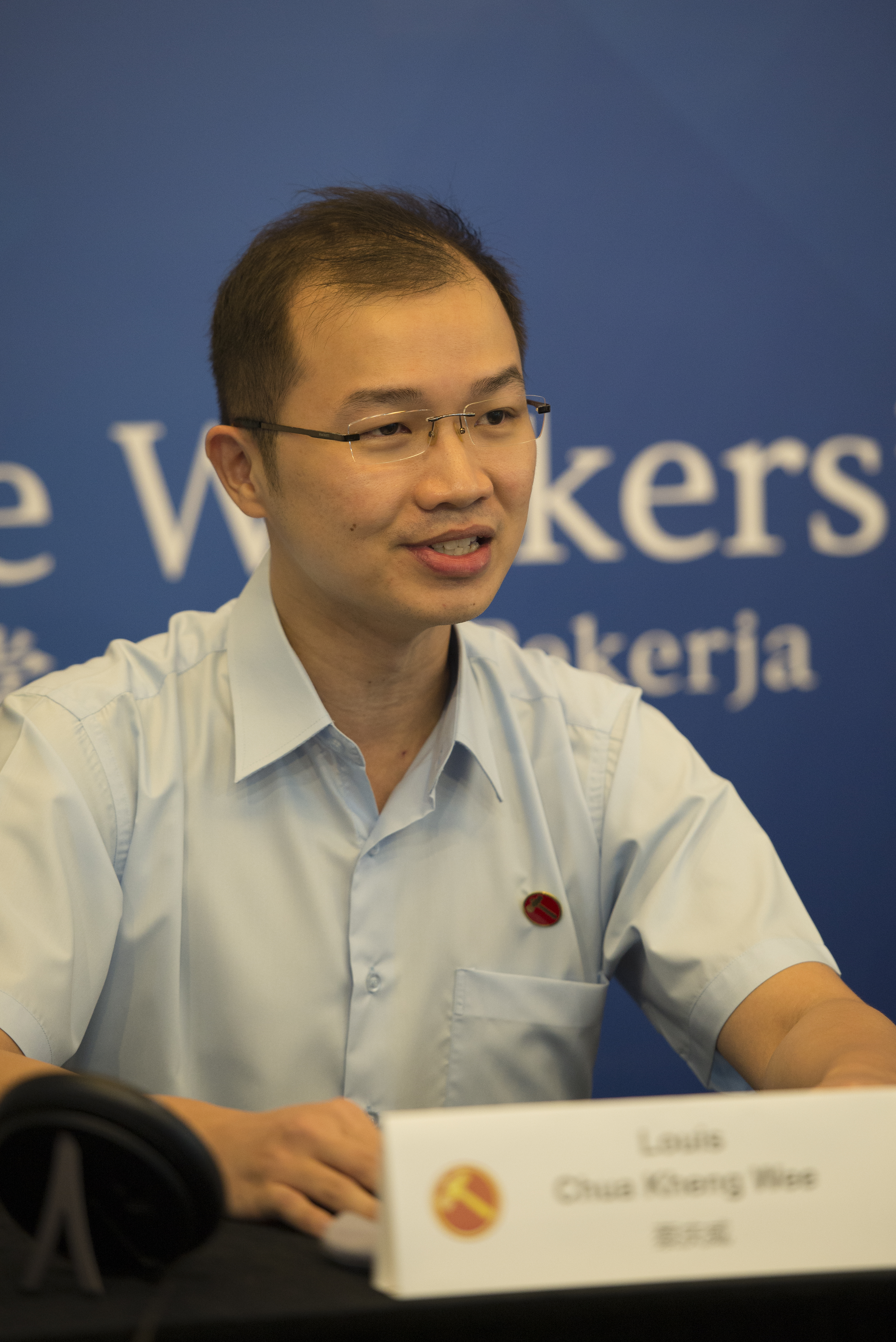
2020年一项新闻发布会上的蔡庆威

蔡庆威是一名证券分析师。他在新加坡管理大学获得会计和商业双学位，他是新加坡和东盟的特许会计师。

### 政治
蔡庆威在2020年新加坡大选中出战，在盛港集选区参加竞选。蔡庆威的竞选伙伴为林志蔚、辣玉莎和何廷儒。2020年7月11日，蔡庆威和其团队被宣布胜选，他们获得了52.13％的有效投票。
蔡庆威在中央执行委员会当中担任媒体组副组长并被任命为盛港市镇理事会副主席。